# Matko Vuković
Matko Vuković (Šebešić, 13. veljače 1891. – Subotica, 31. listopada 1941.) je bio antifašistički borac, sindikalni i stranački aktivist iz zajednice bačkih Hrvata.

## Životopis
Rodio se 1891. godine na pustari Šebešiću koja se nalazi 20 km od Subotice.
Godine 1936. je vodio veliki štrajk poljodjelskih radnika.
Nakon mađarske okupacije Bačke i pripajanja Horthyjevoj Mađarskoj 1941., dio Hrvata se dao u oružani otpor i sabotaže novim mađarskim vlastima. Od 2. do 10. kolovoza bio je uhićen kad su uhićivani komunisti i ini elementi. Rujna 1941. vlasti su razotkrile tu organizaciju. Tad su nakon višetjednog mučenja ubijeni u subotičkoj "Žutoj kući" domoljubi i njihovi sljedbenici, a od poznatijih Hrvata bio je Matko Vuković kojeg su okrutno premlaćivanjem ubili 31. listopada 1941. godine. Vuković se toliko opirao istražiteljima da im nije odao niti svoje ime.
Godine 1962. je osnovna škola u Subotici dobila ime po ovom antifašističkom borcu.
Matko Vuković je motivom jedne od skulptura poznate hrvatske kiparice iz Bačke Ane Bešlić.